# Erlangea plumosa
Erlangea plumosa là một loài thực vật có hoa trong họ Cúc. Loài này được Sch.Bip. mô tả khoa học đầu tiên năm 1853.